# Лаппеэнрантский технологический университет
Лаппеэнрантский технологический университет (фин. Lappeenrannan teknillinen yliopisto, швед. Villmanstrands tekniska universitet, англ. Lappeenranta University of Technology или сокращённо — LUT) — высшее учебное заведение в городе Лаппеэнранта в Финляндии.
С 1969 по 2002 годы действовал как Высшая школа экономики Лаппеэнранта (фин. Lappeenrannan teknillinen korkeakoulu, сокращённо — LTKK)

## История
Университет был основан в 1969 году и до 2002 года действовал как Высшая школа экономики Лаппеэнранта, когда был преобразован в университет.
В Лаппеэнрантском технологическом университете имеются три факультета: Технический факультет, Факультет технологического менеджмента и Школа бизнеса.
Международное сообщество университета насчитывает около 7 000 студентов и экспертов. На 2011 год ЛТУ закончило более 9 300 дипломированных инженеров и магистров экономических наук, а также свои докторские диссертации защитили около 400 кандидатов технических, экономических и философских наук. 14 % из тех, кто начал учиться осенью 2010 года, — иностранцы.
В 2011—2012 учебном году университет первым в Финляндии провёл эксперимент по введению платного обучения для студентов не из стран Европейского Союза, что по словам ректора Илкки Пёюхёнена несколько снизило число иностранных студентов, но повлияло на степень их подготовленности к учёбе и мотивированности в процессе обучения.
Университетом совместно с городской администрацией Лаппеэнранта разработана концепция, по которой небольшие домашние хозяйства получат возможность переводить избыточную солнечную энергию со своих панелей в централизованную городскую энергосеть.
До конца 2015 года, в связи с сокращением государственного финансирования на 9 млн евро, университет объявил о намерении уволить до 120 сотрудников (13 % от персонала университета).